# Tatiana Kulíšková
Tatiana Kulíšková (* 22. března 1961, Bratislava) je slovenská herečka a moderátorka.

## Ocenění
- Zlatá Slučka 97 – kategorie najlepší ženský dabingový výkon, postava Chiary (herečka Barbara De Rossi), film Vítězství lásky[1]

## Divadlo
seznam není úplný
- Slučka pre dvoch
- Mydlová opera
- Voľakedy a dnes

## Filmografie[2][3]
- 1977 Zlaté klasy
- 1977 Popleta
- 1980 Toto leto doma
- 1980 Princezná s jedným krídlom a jednou plutvou
- 1980 Bakalári - tv seriál
- 1981 Konôpka
- 1982 Pád hore
- 1982 Najkrajší kvet
- 1983 Pastierova česť
- 1983 Mŕtvi učia živých
- 1984 Vzbúrené mesto
- 1984 Tajomný ostrov
- 1984 Súťaž o milión
- 1984 O sláve a tráve
- 1984 Láska z pasáže ....Jana Hálková
- 1985 Zelená léta
- 1985 Sekera
- 1985 Podfuk ....Táňa Brychtová, taxikárka
- 1985 Logaritmus lásky
- 1986 Viktória
- 1986 Velká filmová loupež
- 1986 Smutné radosti
- 1986 O mužoch, ženách a deťoch
- 1986 Chlapec do náručia
- 1986 Akcia Edelstein
- 1987 Matej Bel z Očovej
- 1987 Chlapec z kvetu
- 1987 Hľadanie šťastnej chvíle
- 1987 Dribling
- 1987 Discopříběh
- 1988 Svědek času
- 1988 Kus jazyka
- 1989 Rabaka .... Marcela
- 1992 Putá osudu
- 1992 Adam a Anna
- 1993 Hvížďal
- 1994 Vášnivé známosti
- 1997 Germinie
- 2000 Prekliaty služobník lásky
- 2005 Rodinné tajomstvá - tv seriál
- 2008 Veľký rešpekt
- 2008 Obchod so šťastím - tv seriál
- 2013 Sekerovci - tv seriál (Jarmila Sekerová)
- 2019 Ostrým nožem